# بلديات هايتي

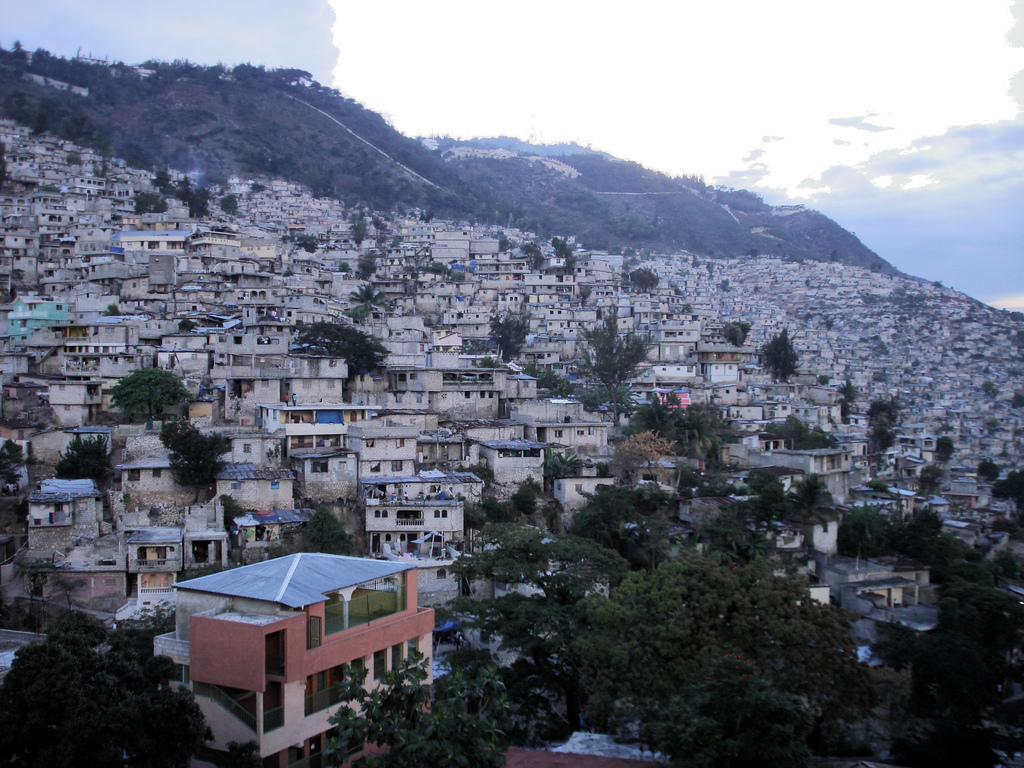
منطقة شعبية في هايتي

بلديات هايتي أو شعبيات هايتي هو المستوى الإداري الثالث لجمهورية هايتي، تحت أسفل الدوائر التي تصنف كمستوى إداري ثاني، ثم أسفل الإدارات وتعد المستوى الإداري الأول للجمهورية، تحتوي الجمهورية على 10 إدارات، وفي كل إدارة عددٌ من الدوائر مٌقسمة بين الإدارات العشر، وفي كل دائرة عددٌ من البلديات. وفيما يلي قائمة جميع الإدارات والدوائر والبلديات التي تحتويها.

## القائمة

### إدارة أرتيبونيت
- دائرة ديسالين
  - ديسالين
  - ديسدونيس
  - غراند سالين (هايتي)
  - بيتيت ريفيري دي أرتيبونيت
- غوناييف
  - غوناييف
  - إنيري
  - إستيري
- دائرة جروس مورن
  - جروس مورن
  - أنس روج
  - تير نوف
- مارميلادي
  - مارميلادي
  - سانت ميشيل دي اتالايا
- دائرة سانت مارك
  - سان مارك
  - لا شابيل
  - لينكورت
  - فيريتليس

### الإدارة الوسطى (هايتي)
- دائرة سيرسا لا سورس
  - سيرسا لا سورس
  - توماسك
- دائرة هنش
  - هنش
  - سيرسا كارفاخال
  - ميساد
  - توموندي
- دائرة لاسكاهوباس
  - لاسكاهوباس
  - بابتيستي
  - بيلاديري
  - سافانيت
- دائرة مريباليس
  - ميرباليه
  - بوكان كاريه
  - سودو (بلدية)

### إدارة آنس الكبرى
- دائرة آنس هينولت
  - أنس هينولت
  - ديم ماري
  - ليس إرويس
- دائرة كوريل
  - بومونت (هايتي)
  - كوريل (بلدية)
  - بيستيل
  - روزو
- دائرة جيريمي
  - جيريمي
  - أبريكوتس
  - بونبون
  - تشامبيلان
  - مارفرانك
  - مورون

### إدارة نيبيس
- آنس فيوي
  - آنس فيوي
  - أرنود
  - آسلي
  - بيتيت ترو دي نيبيس
  - بلايسانس الجنوبية
- دائرة بارادريس
  - باردريس
  - غراند بوكان
- دائرة ميراغوان
  - ميراغوان
  - فوندس ديس نيجرس
  - بايلنت
  - بيتيتي ريفيري دي نيبيس

### الإدارة الشمالية (هايتي)
- آكل دو نورد
  - آكل دو نورد
  - ميلوت
  - بلين الشمالية
- دائرة بورني
  - بورني
  - بورت مارغوت
- دائرة كاب هايتيان
  - كاب هايتيان
  - يموناد
  - كوارتر مورين
- جراند ريفيري دونورد
  - جراند ريفيري دو نورد
  - باهون
- دائرة ليمبي
  - ليمبي
  - باس ليمبي
- دائرة بلايسانس
  - بلايسانس
  - بيليت
- دائرة سانت رافائيل
  - سانت رافائيل
  - دوندن
  - لا فيكتوري
  - بينيون
  - رانكوت

### الإدارة الشمال شرقية (هايتي)
- دائرة فورت ليبرتي
  - فورت ليبرتي
  - بيرتشيس
  - فيرير
- أوانامينت
  - أوانامينت
  - كابوتي (مدينة)
  - مونت أورغينيس
- ترو الشمالية
  - ترو الشمالية
  - كاراكول (مدينة)
  - سانت سوزان
  - تيرير روج
- دائرة فاليريس
  - فاليرس
  - كاريس (هايتي)
  - مومبين كروشو

### الإدارة الشمال غربية (هايتي)
- دائرة مول سانت نيكولاس
  - مول سانت نيكولاس
  - باي دي هني
  - بومباردوبولس
  - جان رابيل
- بورت دي بيه
  - بورت دي بيه
  - باسن بلي
  - كانسولم
  - لابونتي
  - جزيرة السلاحف (هايتي)
- دائرة سانت لويس دو نورد
  - سانت لويس الشمالية (هايتي)
  - أنس فولير

### الإدارة الغربية (هايتي)
- دائرة آرساهاي
  - أركاهاي
  - كاباريت
- كروكس ديس بوكيتس
  - كروكس ديس بوكيتس
  - كورنيلون
  - فوندس فيريتيس
  - غانثير
  - تومازو
- جزيرة غوناف
  - آنس جيليتس
  - بوينت راكوت
- دائرة يوغان
  - يوغان
  - جراند غواف
  - بيتيت غواف
- دائرة بورت أو برانس
  - بورت أو برانس
  - كارفور (هايتي)
  - سيتي سولاي
  - ديلماس
  - غريسر
  - كينسكوف
  - بيتيونفيل
  - تاباري

### الإدارة الجنوب شرقية (هايتي)
- دائرة بانيت
  - بلدية
  - كوتيس دي فير
- دائرة بيلي آنس
  - بيلي آنس
  - آنس بيترس
  - جراند جوسير
  - تيوت (هايتي)
- جاكميل
  - جاكميل
  - كايس جاكميل
  - لا فالي دي جاكميل
  - ماريغو

### الإدارة الجنوبية (هايتي)
- أكوين
  - أكوين
  - كافايون
  - سانت لويس الجنوبية
- دائرة ليس كايس
  - ليس كايس
  - كامب بيرن
  - شانتال
  - جزيرة البقر
  - مانيش (هايتي)
  - توربيك
- دائرة تشاردونيريس
  - تشاردونيريس
  - ليس أنجليس
  - تيبورن
- كوتو
  - كوتو
  - بورت بيمينت
  - روش باتو
- دائرة بولت سالت
  - بورت سالو
  - أرنكيت
  - سانت جان الشمالية

## روابط خارجية
- Code Postal Haitien
- Haiti-Référence 7320. - Arrondissements et communes d’Haiti